# Kim Byoung-jun
Kim Byoung-jun (koreanisch 김병준; * 15. August 1991) ist ein südkoreanischer Hürdenläufer, der sich auf die 110-Meter-Distanz spezialisiert.

## Sportliche Laufbahn
Erste internationale Erfahrungen sammelte Kim Byoung-jun bei den Asienmeisterschaften 2013 in Pune, bei denen er im Vorlauf sein Rennen nicht beenden konnte. Anschließend gewann er bei den Ostasienspielen in Tianjin in 13,61 s die Silbermedaille. Im Jahr darauf gewann er bei den Asienspielen im heimischen Incheon in 13,43 s die Silbermedaille hinter dem Chinesen Xie Wenjun und 2015 gewann er bei den Asienmeisterschaften in Wuhan in 13,75 s die Bronzemedaille. Anschließend schied er bei der Sommer-Universiade in Gwangju in der ersten Runde aus. Zwei Jahre später schied er bei den Asienmeisterschaften in Bhubaneswar in 14,07 s in der ersten Runde aus. Er qualifizierte sich zudem für die Weltmeisterschaften in London, bei denen er mit 13,81 s im Vorlauf ausschied. 2018 nahm er erneut an den Asienspielen in Jakarta teil und wurde dort in 13,57 s Fünfter.
2012 und 2013 sowie 2018 wurde Kim Südkoreanischer Meister im 110-Meter-Hürdenlauf.

## Persönliche Bestleistungen
- 100 m Hürden: 13,39 s (+0,3 m/s), 12. Juni 2017 in Bangkok (Südkoreanischer Rekord)
  - 60 m Hürden (Halle): 7,86 s, 8. Februar 2014 in Flagstaff